# Bernardo Rogora (calciatore)
Bernardo Rogora (Solbiate Olona, 8 novembre 1938) è un ex calciatore italiano.

## Carriera
Marcatore arcigno, giocò nella Fiorentina come terzino. In maglia viola, dove è rimasto per cinque stagioni, dal 1965 al 1970, ha disputato 123 partite segnando 3 gol. In riva all'Arno ha vinto da titolare lo scudetto del 1968-1969 e nel 1966, l'accoppiata Mitropa Cup e Coppa Italia.
Nel 1970, scartato dalla dirigenza gigliata, scende in Serie B vestendo la maglia del Brescia. In carriera ha collezionato complessivamente 123 presenze e 3 reti in Serie A, e 177 presenze e 2 reti in Serie B.

## Palmarès

### Club

#### Competizioni nazionali
- Coppa Italia: 1

Fiorentina: 1965-1966
- Campionato italiano: 1

Fiorentina: 1968-1969

#### Competizioni internazionali
- Coppa Mitropa: 1

Fiorentina: 1966